# Тринадцать причин почему
«Тринадцать причин почему» (англ. Thirteen Reasons Why) — роман американского писателя Джея Эшера, опубликованный в 2007 году. В книге описана история школьницы, которая, доведённая до отчаяния предательством и издевательствами, кончает жизнь самоубийством. Она записывает тринадцать причин в аудио дневник, который был отправлен её другу через две недели после ее смерти.
Книга получила множественные награды, а издание в мягкой обложке достигло первого места в списке бестселлеров по версии The New York Times в июле 2011 года.
31 марта 2017 года на Netflix вышел одноимённый телесериал, первый сезон которого получил положительные отзывы критиков.

## Синопсис
Молодой парень Клэй Дженсен однажды находит на пороге коробку со своим именем. Внутри он находит аудиокассеты, записанные Ханной Бейкер. Он был влюблён в неё в школе, пока она не покончила жизнь самоубийством. В своих записях она указала 13 причин, которые толкнули её на это. И Клэй — одна из них.

## История
27 декабря 2016 года, в десятую годовщину издания, книга была опубликована в твёрдом переплете. В этом выпуске было включено оригинальное окончание книги, а также новое введение и эссе автора, страницы из записной книжки, которые автор использовал при написании этого романа, реакции читателей и руководство по чтению.

## Награды
- 2007 — серебро на California Book Award[4].
- 2008 — включение в списки Quick Picks for Reluctant Young Adult Readers[5], Best Books for Young Adults[6] и Selected Audiobooks for Young Adults[7] от YALSA (подразделение Американской библиотечной ассоциации).

## Экранизация
8 февраля 2011 года компания Universal Pictures приобрела права на адаптацию романа в фильм. 29 октября 2015 года стало известно, что компании Netflix и Paramount Television адаптируют книгу в сериал «13 причин почему», а исполнительным продюсером выступит Селена Гомес. Премьера телесериала состоялась 31 марта 2017 года. 5 июня 2020 года вышел четвертый сезон, который стал последним для сериала. Первый сезон является более точной экранизацией книги. Второй сезон имеет с книгой мало общего. Третий и четвертый сезоны сериала не имеют с книгой ничего общего.